# Unité urbaine de Dunkerque
L'unité urbaine de Dunkerque est une unité urbaine française centrée sur Dunkerque, une des sous-préfectures du département du Nord au cœur de la quatrième agglomération urbaine du département, située sur la mer du Nord, à proximité du pas de Calais.
Elle fait partie de la catégorie des grandes agglomérations urbaines de la France, c'est-à-dire ayant plus de 100 000 habitants.

## Données globales
Dans le zonage réalisé par l'Insee en 1999, l'unité urbaine était composée de onze communes, toutes situées dans le département du Nord, plus précisément dans l'arrondissement de Dunkerque.
Dans le zonage réalisé en 2010, l'unité urbaine était composée de neuf communes, soit deux de moins, mais sans que le périmètre géographique et humain ait été modifié, cette diminution résultant de la fusion de Fort-Mardyck et de Saint-Pol-sur-Mer avec Dunkerque.
Dans le nouveau zonage réalisé en 2020, elle est composée de huit communes, celle de Téteghem-Coudekerque-Village étant retirée du périmètre.
En 2022, avec 162 506 habitants , elle constitue la quatrième unité urbaine du département du Nord, se classant après celle de Lille (1er rang départemental), de Douai-Lens et de Valenciennes.
Dans la région Hauts-de-France où elle se situe, elle occupe le 6e rang régional se situant après les unités urbaines de Lille (1er rang régional), de Douai-Lens (2e rang régional), de Béthune (3e rang régional), de Valenciennes (partie française) (4e rang régional) et d'Amiens (5e rang régional). Elle fait partie des huit unités urbaines de la région dépassant les 100 000 habitants.
En 2022, sa densité de population qui s'élève à 1 093 hab/km2 en fait une unité urbaine très densément peuplée aussi bien dans le département du Nord que dans la région Hauts-de-France.
Par sa superficie, elle ne représente que 2,9 % du territoire départemental mais, par sa population, elle regroupe 6,21 % de la population du département du Nord en 2022.

Agglomérations de plus de 100000 habitants en France en 2022.

## Composition 2020 de l'unité urbaine
Elle est composée des 8 communes suivantes :
| Nom                      | Code Insee | Département | Statut       | Superficie (km2) | Population (dernière pop. légale) | Densité (hab./km2) | Modifier                                    |
| ------------------------ | ---------- | ----------- | ------------ | ---------------- | --------------------------------- | ------------------ | ------------------------------------------- |
| Dunkerque (ville-centre) | 59183      | Nord        | ville-centre | 43,89            | 87 013 (2022)                     | 1 983              | modifier les données · modifier les données |
| Cappelle-la-Grande       | 59131      | Nord        | banlieue     | 5,46             | 7 865 (2022)                      | 1 440              | modifier les données · modifier les données |
| Coudekerque-Branche      | 59155      | Nord        | banlieue     | 9,14             | 20 833 (2022)                     | 2 279              | modifier les données · modifier les données |
| Grande-Synthe            | 59271      | Nord        | banlieue     | 21,44            | 20 347 (2022)                     | 949                | modifier les données · modifier les données |
| Grand-Fort-Philippe      | 59272      | Nord        | banlieue     | 3,13             | 4 901 (2022)                      | 1 566              | modifier les données · modifier les données |
| Gravelines               | 59273      | Nord        | banlieue     | 22,66            | 11 451 (2022)                     | 505                | modifier les données · modifier les données |
| Leffrinckoucke           | 59340      | Nord        | banlieue     | 7,28             | 4 101 (2022)                      | 563                | modifier les données · modifier les données |
| Loon-Plage               | 59359      | Nord        | banlieue     | 35,67            | 5 995 (2022)                      | 168                | modifier les données · modifier les données |

## Évolution démographique
L'évolution démographique ci-dessous concerne l'unité urbaine selon le périmètre défini en 2020.
| 1968    | 1975    | 1982    | 1990    | 1999    | 2006    | 2011    | 2016    | 2022    |
| ------- | ------- | ------- | ------- | ------- | ------- | ------- | ------- | ------- |
| 159 890 | 182 747 | 188 692 | 185 040 | 183 936 | 175 717 | 170 269 | 167 522 | 162 506 |